# Veselí nad Lužnicí
Veselí nad Lužnicí (deutsch Wesseli an der Lainsitz, 1943–1945 auch Frohenbruck) ist eine Stadt in der Region Jihočeský kraj in Tschechien.

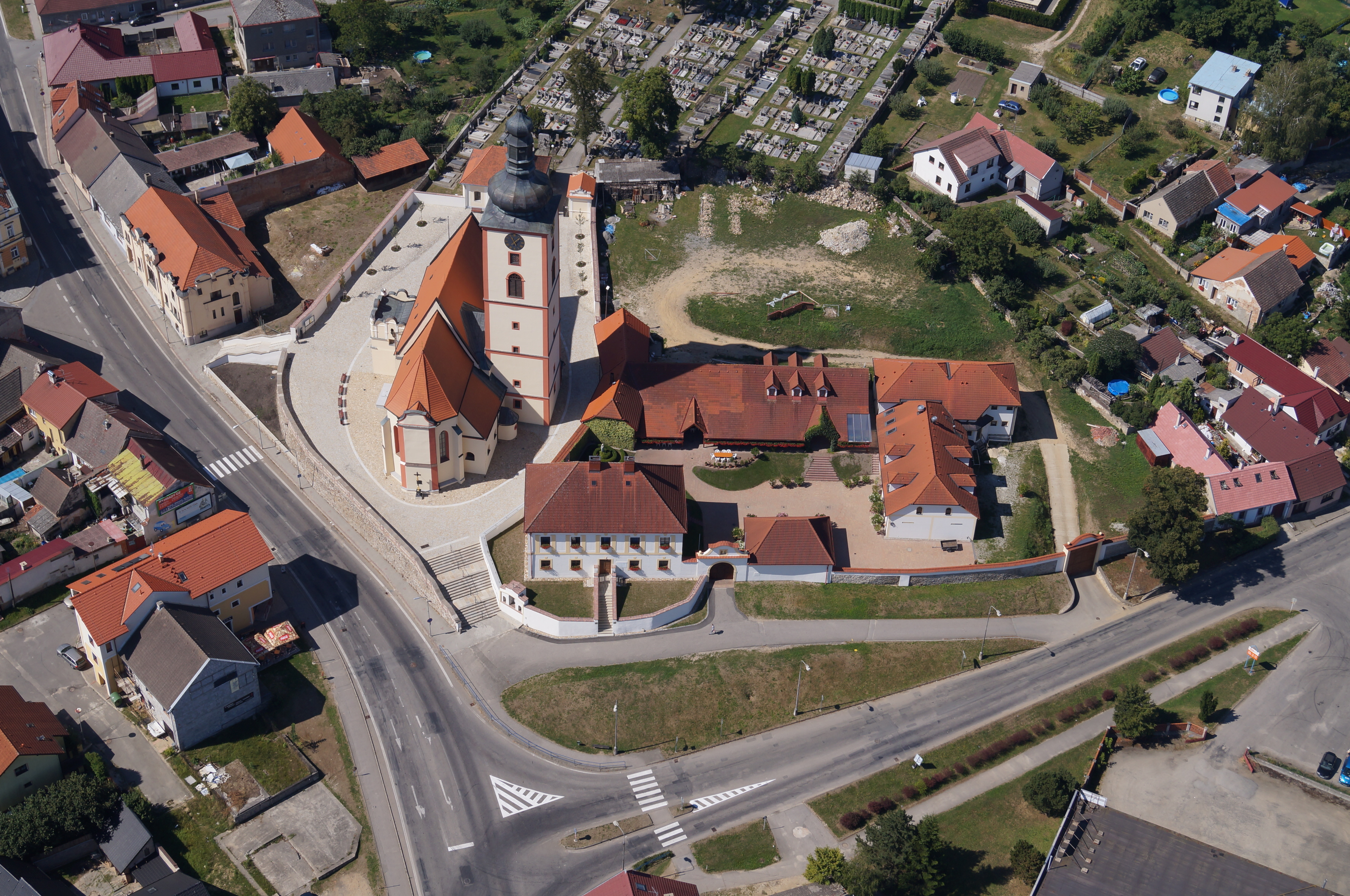
Veselí nad Lužnicí aus der Luft

## Lage
Die Stadt befindet sich im Naturschutzgebiet Třeboňsko, am Zusammenfluss der Flüsse Lainsitz und Nežárka (Naser). Die Stadt ist ein wichtiger Eisenbahnknotenpunkt der Strecken von Prag nach Budweis und Linz, von Tábor nach České Velenice und Wien über Třeboň und von Jindřichův Hradec und Jihlava nach Pilsen über Budweis.

## Geschichte
Der Ort entstand um die Feste „Auf dem Teller“ (Na Talíři). 1259 wurde Veselí erstmals urkundlich erwähnt als Eigentum des Wok von Rosenberg. Er schenkte 1261 die Kirche von Veselí dem von ihm gegründeten Kloster Hohenfurth. 1302 kam das Dorf in das Eigentum des böhmischen Königs Wenzel II. 1362 erfolgte die Ernennung zur Kammerstadt durch Karl IV. Während der Hussitenkriege kam es des Öfteren zu Plünderungen und Brandschatzungen.
Unter der Regentschaft des Peter Wok von Rosenberg erholte sich das Dorf von den Verwüstungen des Krieges und blühte wirtschaftlich wieder auf, als Peter Wok neue Teiche anlegte. Nach dessen Tod 1611 gelangte Veselí an die Herren von Schwanberg.
Während des Standesaufstands gewann die Stadt wegen ihrer strategisch wichtigen Lage in der Nähe zu Österreich an Bedeutung, was erneute Überfälle und Plünderungen mit sich führte. Nach der Schlacht am Weißen Berg und der Niederlage der böhmischen Stände wurde die Stadt vom Kaiser begnadigt, Märkte wurden eingeführt und die Stadt erhielt das Braurecht. Trotzdem verließ die Bevölkerung die immer mehr verwahrloste Stadt. Das Übrige trug der Dreißigjährige Krieg bei: Armut und Hunger.
Am 2. April 1660 erhielt Johann Adolf von Schwarzenberg die gesamten Ländereien von Wittingau. Das Geschlecht hielt die Stadt bis 1918. Am 21. August 1732 besuchte Kaiser Karl VI. die Pfarrei. 1764 und 1866 brach ein Großfeuer aus. 1852 wurden erste Ämter angesiedelt, 1881 eine Schule gebaut. Die Marktgemeinde Mezimostí erhielt 1908 Stadtrechte. Im Jahre 1943 wurden die Städte Veselí nad Lužnicí und Mezimostí nad Nežárkou zur Stadt Frohenbruck /Veselí nad Lužnicí zusammengeschlossen. Nach dem Ende des Zweiten Weltkrieges trug die vereinigte Stadt nur noch den Namen Veselí nad Lužnicí. Bestrebungen von Mezímostí zur Wiederabtrennung blieben erfolglos.
Der Asteroid des mittleren Hauptgürtels (2599) Veselí wurde nach der Stadt benannt.

## Sehenswürdigkeiten
- Renaissance-Häuser am Marktplatz
- Rathaus (1579)
- Museum (sogenanntes Weiß-Haus)

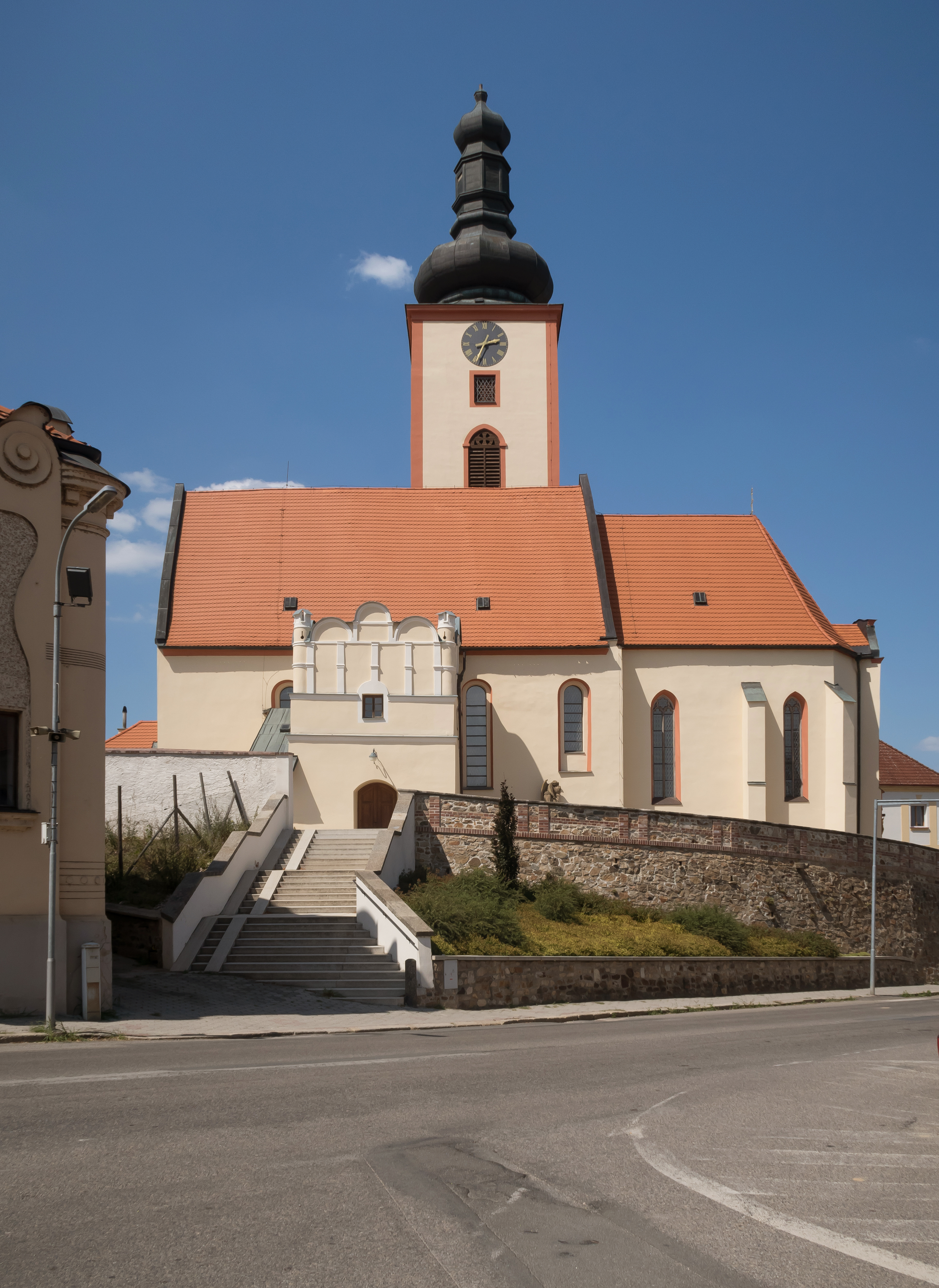
Kirche der Erhöhung des Hl. Kreuzes
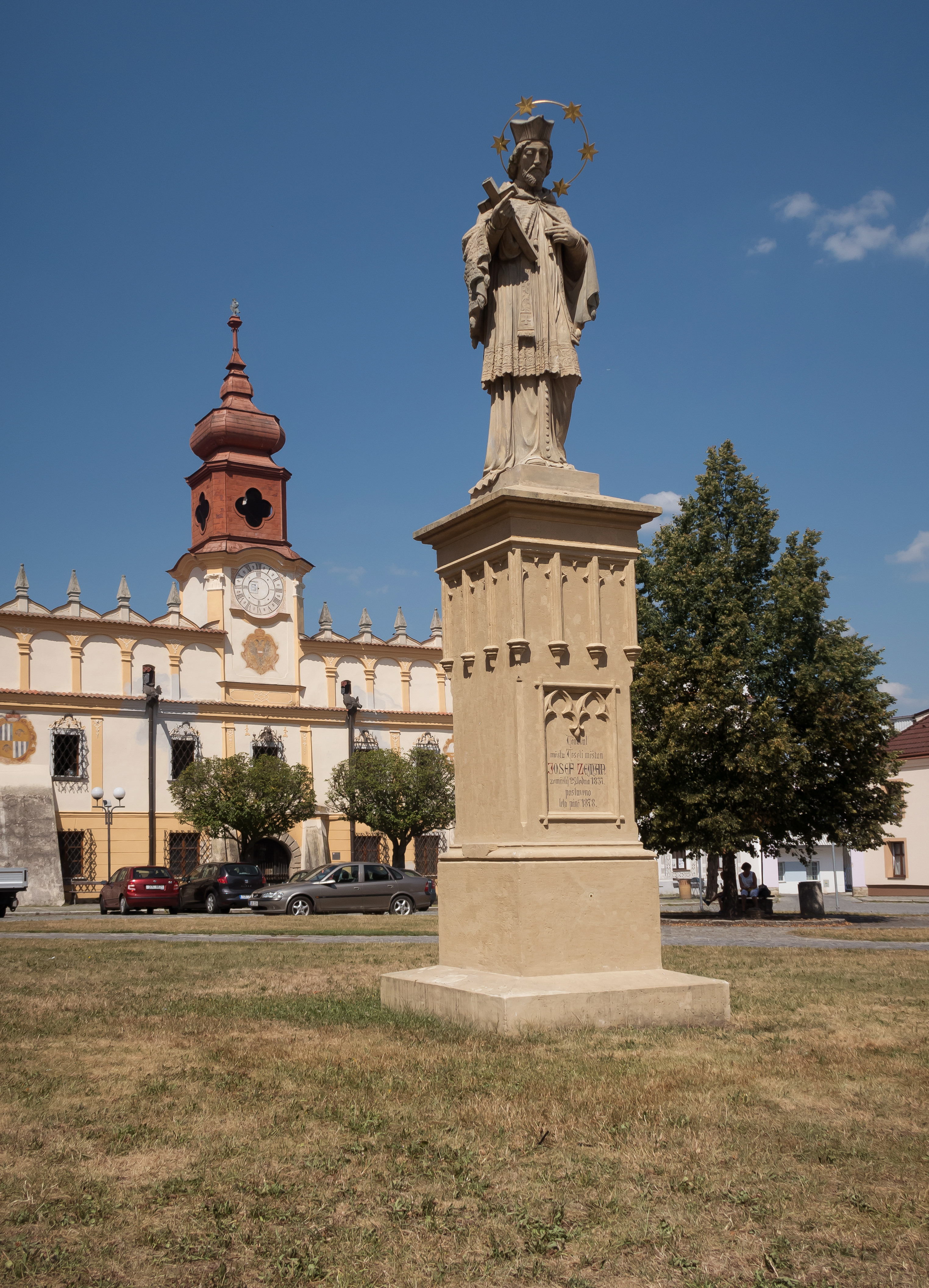
Johannes Nepomuk vor dem Rathaus

- Kirche der Erhöhung des Hl. Kreuzes
- Johannes Nepomuk vor dem Rathaus

## Stadtgliederung
Die Stadt Veselí nad Lužnicí besteht aus den Ortsteilen Horusice (Horusitz), Veselí nad Lužnicí I (Wesseli an der Lainsitz) und Veselí nad Lužnicí II, früher Mezimostí nad Nežárkou (Mesimost an der Naser).

## Söhne und Töchter
- Emil Hlobil (1901–1987), Komponist und Musikpädagoge